# Asplenium palmeri
Asplenium palmeri är en svartbräkenväxtart som beskrevs av William Ralph Maxon. Asplenium palmeri ingår i släktet Asplenium och familjen Aspleniaceae. Inga underarter finns listade.